# Союз городов (организация)
Союз городов (Всероссийский союз городов помощи больным и раненым воинам) — крупная общественная организация, оказывающая содействие правительству Российской империи в контексте организации медицинской помощи и устройстве беженцев в ходе Первой мировой войны.
С 1915 года Союз городов стал одним из центром либеральной оппозиции в империи.

## Основание
Общественная организация была основана на Всероссийском съезде представителей городов, который проходил в Москве с 8 (21) августа по 9 (22) августа 1914. По инициативе Московской городской думы союз был основан. К декабрю 1915 года в Союз городов вошли 464 уездных и губернских города, что составило около половины от числа всех городов империи. В некоторых из них создавались местные комитеты, которые объединялись в областные. Например: Екатеринославский, Курский, Киевский, Орловский, Харьковский, Самарский, Ростовский-на-Дону, Восточносибирский, Западносибирский, Дальневосточный.

## Деятельность и устройство
Согласно Высочайшему повелению от 16 (29) августа 1914 деятельность организации ограничивалась тылом, однако это требование нарушалась: деятельность велась и на фронте. Союз городов имел фронтовые комитеты при главнокомандующих, их представители входили в Особые совещания и прочие учреждения времени войны. Основную часть средств общественной организации составляли казённые субсидии. С августа 1914 года до сентября 1916 года союз и связанные с ним общества получили от Совета министров Российской империи 221,49 миллионов рублей, что составило почти треть (31,3 %) от всех ассигнований, выданных 26 благотворительным организациям. За это же время из взносов городов, благотворительных концертов и частных пожертвований поступило 2,65 миллионов рублей.
В 1915 году Союз был инициатором организации первой в мировой практике масштабной эвакуации промышленности в тыл. В июне 1915 года члены военно-технического комитета при Всероссийском городском союзе направили письмо министру торговли и промышленности В. Н. Шаховскому: «Совершенно недопустимым является дальнейшее сохранение в таких местностях, как Рига, Варшава и т. п., крупных предприятий обрабатывающей промышленности, которые готовят предметы военного снаряжения или так или иначе с этим делом связаны. Необходимо поэтому спешное принятие правительством решительных мер к переносу таких предприятий в более благоприятную обстановку глубокого тыла».
К началу 1917 года на фронте и в тылу Союз городов имел 247 лечебных заведений, то есть до 200 тысяч коек и 270 рентгеновских и зубоврачебных кабинетов; амбулаторией. Было налажено изготовление протезов, осуществлялась психиатрическая помощь, лечение в санаториях. На фронте было организованно 68 отрядов (санитарно-технические и врачебно-питательные), 338 питательных пунктов, 13 санитарных поездов и множество бань. Всего в учреждениях работало 65 тысяч человек, из них в тылу 27, на фронте 38 тысяч. Помимо этого, к учреждениям организации были прикомандированы 16 тысяч офицеров и солдат.
Союз городов имел своё СМИ — «Известия…» с 1914 до 1917 годов.

## Съезды
Главным распорядительным органом Союза городов был съезд представителей городского самоуправления, представительство каждого города зависело от количество населения, между съездами действовал избранный ими глава комитета. В сентябре 1914 — октябре 1917 годов в Москве состоялось 7 съездов, на которых преобладали октябристы, кадеты и прогрессисты, однако в октябре 1917 преобладание получили эсеры, меньшевики и кадеты.
- Второй съезд (13 (26) — 15 (28) февраля 1915)
  - По решению съезда и Всероссийского земского союза на базе городских дум и земств был создан Земгор (Главный по снабжению армии комитет Всероссийских земского и городского союзов) — посредническая структура по распределению государственных оборонных заказов.

- Третий съезд (7 (20) — 9 (22) сентября 1915)
  - Третий съезд принял политическую резолюцию, которая повторяла декларацию «Прогрессивного блока» о создании «правительства доверия», и избрал своих представителей в общую с Земским союзом депутацию к императору, которая не была принята императором Николаем II, так как он считал политическую деятельность союза неприемлемой.

- Четвёртый съезд (12 (25) — 13 (26) марта 1916)
  - Съезд потребовал передать Государственной думе Российской империи право на формирование Совета министров страны.

- Чрезвычайный продовольственный съезд (1916)
  - Решение о проведении съезда было принято Главой комитета Союза и 21 главой городов, несмотря на запрет властей мероприятие было создано с представительством рабочих и кооперативов. Однако съезд был разогнан полицией Российской империи.

## Дальнейшая судьба организации
Февральская революция (переворот) 1917 года получила поддержку от Союза городов, в отличие от Октябрьской социалистической революции, против которой они активно выступали. 4 января 1918 года Главный комитет союза был распущен, в июле 1918 года Союз был ликвидирован большевиками на территории РСФСР, а Главный Кавказский комитет (позже назывался Краевой Кавказский комитет Всероссийского союза городов по призрению раненых и Союз городов Грузинской демократической республики) существовал до 1919 года. В ходе гражданской войны и интервенции действовал на территории, контролируемой белой армией, с 1920 года — в эмиграции, где преимущественно занимался помощью детям беженцев и организацией их образования.

## Список глав Союза городов
| Глава                      | Период нахождения           | Годы жизни                        | Партия                                           |
| -------------------------- | --------------------------- | --------------------------------- | ------------------------------------------------ |
| Михаил Васильевич Челноков | сентябрь 1914 — апрель 1917 | 5 января 1863 — 13 августа 1935   | Конституционно-демократическая партия («Кадеты») |
| Николай Иванович Астров    | апрель 1917 — октябрь 1917  | 26 февраля 1868 — 12 августа 1934 | Конституционно-демократическая партия            |
| Вадим Викторович Руднев    | с октября 1917              | 5 января 1879 — 19 ноября 1940    | Партия социалистов-революционеров                |